# Globish
Globish ist eine konstruierte Sprache, die auf dem Englischen basiert. Der Name ist ein Neologismus aus den Wörtern Global und English. Hierbei handelt es sich um eine sehr vereinfachte Form der englischen Sprache. Ihr Wortschatz basiert auf rund 1500 Wörtern.
Im Gegensatz zu Basic English, Simplified English und Special English ist es nicht formalisiert und basiert ausschließlich auf gemeinschaftlicher Entstehung und Weiterentwicklung. Aufgrund dessen ist es oft schwierig, zu sagen, ob ein spezielles Beispiel der englischen Sprache als Globish angesehen werden kann oder nicht.

## Nutzung und Alternativen
Globish wird im Rahmen einer einfachen Verständigung innerhalb der internationalen Kommunikation immer mehr genutzt. Erdacht wurde Globish speziell für die Nutzung im globalen Wirtschaftsbereich. Vor allem ermöglicht es die einfache Verständigung zwischen Gesprächspartnern, für die Englisch jeweils eine Fremdsprache ist. Globish baut dabei auf dem Niveau B1 des Gemeinsamen Europäischen Referenzrahmens für Sprachen auf, enthält viele Internationalismen und verzichtet auf Redewendungen und Floskeln.

## Versuche der Vereinheitlichung von Globish
Es hat bereits Bestrebungen gegeben, Globish zu vereinheitlichen. Dazu gehört:
1. Eine Teilmenge von 1500 Wörtern, die einfach zu schreiben und zu sprechen sind, wurde 1998 von Madhukar Gogate vorgeschlagen.[2]
2. Eine kleine Teilmenge bestehend aus 1500 Wörtern, die jedoch in der üblichen Art und Weise geschrieben und gesprochen werden, wurde im Jahr 2004 in dem Lehrbuch Parlez Globish von Jean-Paul Nerrière vorgestellt und soll Franzosen als Hilfe dienen, Englisch zu lernen.